# El Eco de Badalona
El Eco de Badalona fue un periódico español editado en Badalona entre 1878 y 1936.
Apareció por primera vez el domingo 6 de diciembre del año 1868 de manos de su fundador y alma de la publicación Francesc Planas i Casals, con la ayuda de algunos colaboradores de la ciudad, como Jaume Solà i Seriol (1845-1880), sacerdote, historiador, y Pere Renom i Riera.
El 18 de abril de 1869, apareció el último número de la revista, Francesc Planas i Casals cerró el semanario a causa de las escasas ventas y el déficit económico acumulado. El editor actuó como corresponsal de algunos periódicos sin dejar la idea de volver a publicar El Eco de Badalona, cosa que consiguió el 6 de octubre de 1878.
La segunda edición del Eco de Badalona, obtuvo más éxito, estableciendo incluso la primera imprenta de Badalona para la confección de la revista. Su publicación consiguió llegar hasta el año 1936. Posteriormente se transformó en un semanario deportivo.
El Eco de Badalona, tuvo colaboraciones literarias importantes y celebró varios “Jocs Florals” en los cuales consiguieron premios personajes como Joan Maragall, Antoni Bori i Fontestà , Frederic Soler (Pitarra)... y otros escritores de renombre.
A la muerte de Francesc Planas i Casals el 15 de febrero de 1911, su hijo, Antoni Planas i Carreté, continuó al frente de la revista, al igual que su nieto Antoni Planas i Viscarri.